# 梁实
梁实（？—7世纪），唐初人，武德初年为行军总管，曾参与浅水原之战。

## 浅水原之战
在浅水原之战中，身为行军总管的梁实在十一月作为诱敌部队前往浅水原扎营。在那里他受到了宗羅睺领导下的西秦主力猛烈攻击，但是在坚持数天后成功等到龐玉所部来援，为李世民所部战胜西秦所部提供了有利条件。